# 2038 Bistro
2038 Bistro (1973 WF) là một tiểu hành tinh vành đai chính được phát hiện ngày 24 tháng 11 năm 1973 bởi P. Wild ở Zimmerwald.